# Lukas Klostermann
Lukas Manuel Klostermann (* 3. Juni 1996 in Herdecke) ist ein deutscher Fußballspieler. Der Verteidiger steht bei RB Leipzig unter Vertrag und ist deutscher A- und Juniorennationalspieler.

## Karriere

### Vereine
Klostermann spielte in der Jugend beim VfL Gevelsberg und beim SSV Hagen.
Ab 2010 wurde der defensiv vielfältig einsetzbare Westfale im Nachwuchsleistungszentrum des VfL Bochum ausgebildet, die B-Jugend führte er zeitweise als Mannschaftskapitän an. Seinen ersten Einsatz im Profifußball absolvierte er als A-Junior beim Zweitligaspiel des VfL am 25. Spieltag der Saison 2013/14 beim VfR Aalen, das mit 2:0 gewonnen wurde. Insgesamt kam er zu acht weiteren Saisoneinsätzen für Bochum.
Kurz nach Beginn der Saison 2014/15 wechselte Klostermann zum Ligakonkurrenten RB Leipzig. Er absolvierte drei Spiele für die U19 in der Bundesliga Nord/Nordost und scheiterte mit ihr als Staffelmeister in der Endrunde um die Meisterschaft an der TSG Hoffenheim. Darüber hinaus kam Klostermann auf zwei Spiele in der Oberliga Nordost sowie dreizehn in der 2. Bundesliga. Ab dem 23. Spieltag gehörte er zur Stammformation der ersten Mannschaft und erzielte am 30. Spieltag gegen den SV Darmstadt 98 sein erstes Tor. In der Folge war der Abwehrspieler weiter Stammspieler und konnte im Frühjahr 2016 mit RB als Vizemeister erstmals in die Bundesliga aufsteigen. Nach dem Aufstieg kam Klostermann auf lediglich einen Saisoneinsatz aufgrund eines Kreuzbandrisses; Leipzig wurde hinter dem FC Bayern Vizemeister. So konnte sich der Verein zum ersten Mal in seiner Geschichte für den Europapokal qualifizieren; der Verteidiger gelangte mit Leipzig nach dem Gruppen-Aus in der Champions League bis ins Viertelfinale der Europa League und kam wettbewerbsübergreifend auf 39 Pflichtspieleinsätze.
Auch 2018/19 fand Klostermann unter Cheftrainer Ralf Rangnick regelmäßig Berücksichtigung, im DFB-Pokal wurde das Endspiel erreicht, ging aber gegen den „Doublesieger“ FC Bayern verloren. Bis zur aufgrund der COVID-19-Pandemie angeordneten Saisonpause stand der Verteidiger unter Rangnicks Nachfolger Julian Nagelsmann in lediglich drei Saisonspielen nicht auf dem Feld, in der ebenfalls pausierten „Königsklasse“ gelangte man vorerst bis ins Viertelfinale. Anfang Mai 2020 wurde sein Vertrag bis Juni 2024 verlängert.

### Nationalmannschaft
Klostermann spielte 2013 sechsmal für die deutsche U17-Nationalmannschaft. Sein Debüt gab er am 10. Februar 2013 im Spiel gegen die Niederlande. Das erste Mal für die deutsche U19-Nationalmannschaft stand er am 5. September 2014 auf dem Platz. Auch hier spielte man gegen die Niederlande. Am 19. Mai 2015 wurde er für den vorläufigen Kader für die U19-EM in Griechenland nominiert. Er absolvierte die volle Einsatzzeit und schied mit der Mannschaft in der Gruppenphase aus.
Am 15. Juli 2016 wurde der Verteidiger in den Kader der deutschen Fußballolympiamannschaft für die Olympischen Sommerspiele 2016 in Rio de Janeiro berufen. Im Halbfinale gegen Nigeria wurde er zum Spieler des Spiels ernannt und musste sich mit dem Team im Finale Brasilien geschlagen geben. Am 1. November 2016 wurde ihm zusammen mit der deutschen Fußballolympiaauswahl das Silberne Lorbeerblatt verliehen.

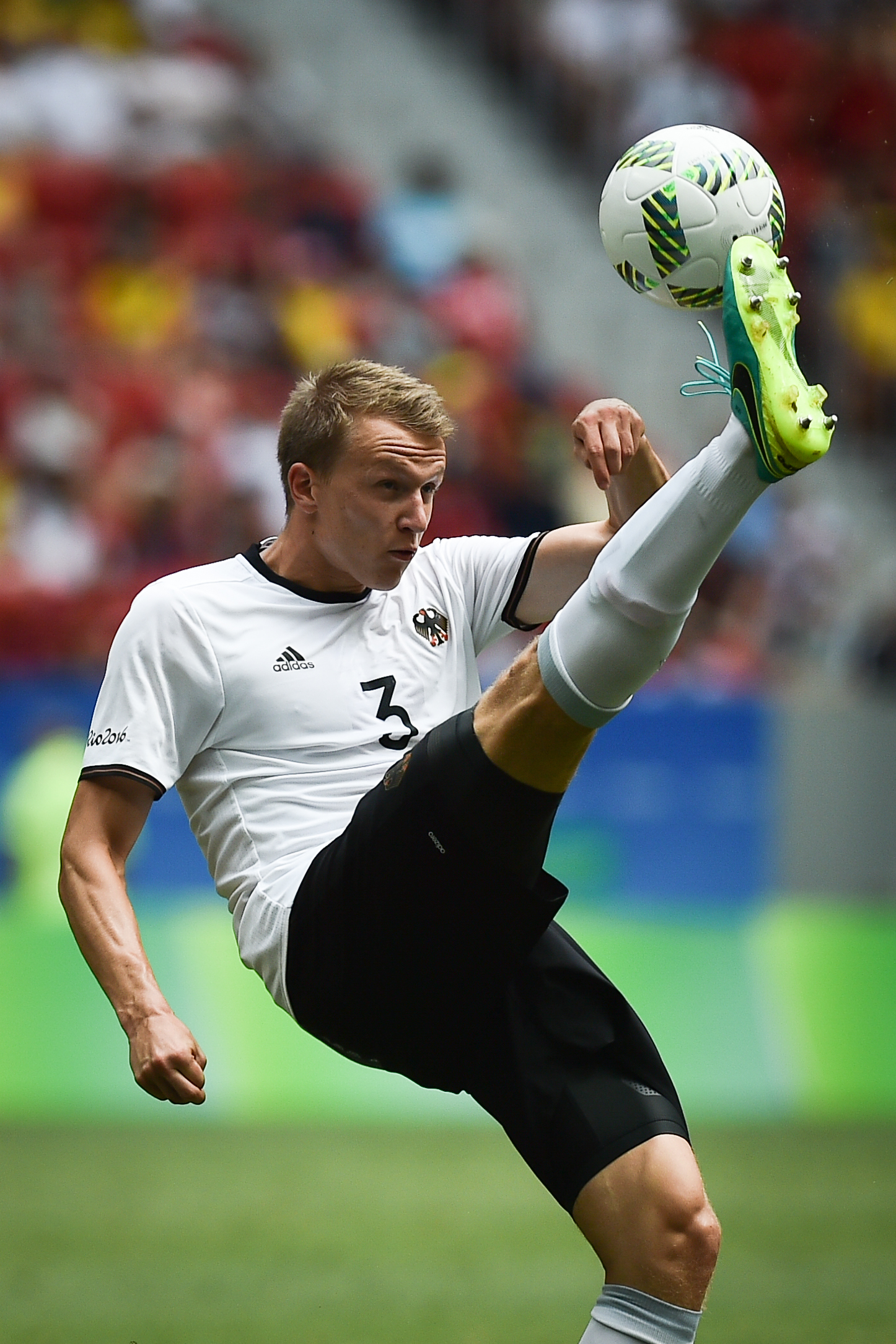
Klostermann im Kader der Olympiamannschaft 2016

Für das Testspiel gegen die Nationalmannschaft Serbiens am 20. sowie das EM-2020-Qualifikationsspiel gegen die Niederlande am 24. März 2019 wurde Klostermann von Nationaltrainer Joachim Löw erstmals für die A-Nationalmannschaft nominiert. Sein A-Länderspieldebüt gab er in der Begegnung mit der Nationalmannschaft Serbiens beim 1:1-Unentschieden von Beginn an, bevor er in der 90. Minute für Thilo Kehrer ausgewechselt wurde.
Mit der deutschen Auswahl erreichte er bei der Europameisterschaft 2021 das Achtelfinale, wo Deutschland gegen England ausschied.
Im November 2022 wurde er von Trainer Hansi Flick in den Deutschland-Kader für die Fußball-Weltmeisterschaft 2022 berufen.

### Erfolge und Auszeichnungen
RB Leipzig
- Aufstieg in die Bundesliga: 2016
- Deutscher Vizemeister: 2017, 2021
- DFB-Pokal-Sieger: 2022, 2023
- DFL-Supercup-Sieger: 2023

Nationalmannschaft
- Olympische Sommerspiele 2016: Silbermedaille

Auszeichnungen
- Verleihung der Fritz-Walter-Medaille in Bronze: 2015 (U19)

## Privatleben
Klostermann besuchte das städtische Gymnasium in seinem Heimatort Gevelsberg. Seine jüngere Schwester Lisa spielte ebenfalls professionell Fußball.